# Kadipaten (onderdistrict Majalengka)
Kadipaten is een onderdistrict (kecamatan) van het regentschap Majalengka in de provincie West-Java, Indonesië.

## Verdere onderverdeling
Het onderdistrict Kadipaten is verdeeld in 7 kelurahan weergegeven met hun populaties bij de volkstelling van 2010:

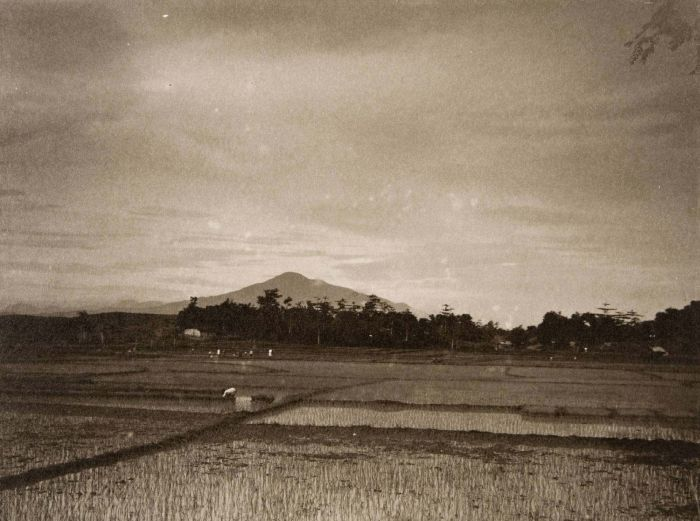
Rijstvelden met vulkaan op de achtergrond, Kadipaten. Foto tussen 1920 en 1933 (Collectie Tropenmuseum)

1. Babakan Anyar 1.990
2. Cipaku 2.291
3. Heuleut 5.649
4. Kadipaten  11.883
5. Karangsambung 7.207
6. Liangjulang 9.776
7. Pagandon  4.550